# Osmia giffardi
Osmia giffardi är en biart som beskrevs av Sandhouse 1939. Osmia giffardi ingår i släktet murarbin, och familjen buksamlarbin. Inga underarter finns listade i Catalogue of Life.